# Maksim Mamin (ur. 1988)
Maksim Eduardowicz Mamin (ros. Максим Эдуардович Мамин; ur. 17 maja 1988 w Marneuli, Gruzińska SRR) – rosyjski hokeista, młodzieżowy reprezentant Rosji.

## Kariera
- Mietałłurg Magnitogorsk (2004-2011)
  -  Stalnyje Lisy Magnitogorsk (2009-2010)
- Saławat Jułajew Ufa (2011)
  -  Toros Nieftiekamsk (2011)
- Traktor Czelabińsk (2011-2012)
- Sibir Nowosybirsk (2012-2013)
- Witiaź Podolsk (2013-2015)
  -  Titan Klin (2013-2014)
  -  THK Twer (2014-2015)
- Admirał Władywostok (2015-2017)

Od początku kariery do 2011 związany z Mietałłurgiem Magnitogorsk. W pierwszym zespole Mietałłurga Mamin zadebiutował w sezonie 2006/2007, w którym sięgnął wraz z klubem po mistrzostwo Rosji. W barwach Mietałłurga w sezonie zasadniczym rozegrał 37 spotkań, strzelił 1 gola, zaliczył 5 asyst i przesiedział 8 minut na ławce kar. W play-off rozegrał 13 spotkań, strzelił 1 gola i przesiedział 2 minuty na ławce kar.
Od 2011 do 2012 zawodnik Traktora Czelabińsk. Od maja 2012 hokeista Sibiru Nowosybirsk. Od połowy 2013 zawodnik Witiazia Podolsk. Z klubu odszedł w maju 2015. Od czerwca 2015 do końca stycznia 2017 zawodnik Admirała Władywostok.

## Niedozwolony doping
2 stycznia 2008 po meczu Rosji z Czechami podczas mistrzostw świata juniorów w Pardubicach Mamin został poddany kontroli antydopingowej, która dała wynik pozytywny. Próbka A i próbka B wykryły norandrosteron, anaboliczny steryd, wynik przemian metabolicznych nandrolonu. Rada Decyzyjna IIHF dnia 16 czerwca 2008 zawiesiła go w prawach zawodnika na dwa lata, a kara dotyczyła wszystkich rozgrywek pod egidą IIHF i państw członkowskich IIHF.

## Sukcesy
- Złoty medal MHL /  Puchar Charłamowa: 2010 ze Stalnyje Lisy Magnitogorsk
- Złoty medal mistrzostw Rosji: 2007 z Mietałłurgiem Magnitogorsk